# London SS
London SS was een Britse hardrock- en punkband, die naderhand fuseerde met The Clash. De SS in de bandnaam stond voor 'Social Security' en had niets te maken met de Duitse schutzstaffel van de NSDAP.

## Bezetting
- Mick Jones (zang, gitaar)
- Tony James (basgitaar)
- Matt Dangerfield[2]
- Casino Steel[3] (keyboards)
- Honest John Plain[4] (drums)
- Geir Waade[5] (drums)
- Bryan James

## Geschiedenis
De band werd in maart 1975 geformeerd door Mick Jones en Tony James om muziek te maken in de stijl van Mott the Hoople en The Faces. Ze plaatsten een advertentie in Melody Maker om verdere bandleden te vinden. Nadat onder andere de jonge Patrik Fitzgerald was worden afgewezen, vormde zich uiteindelijk in de studio van Matt Dangerfield een bezetting met Jones, James, Dangerfield en de voormalige Hollywood Brats-toetsenist Casino Steel en meerdere drummers, waaronder Honest John Plain en Geir Waade, waarvan ook de bandnaam afkomstig was. Steel, Dangerfield, Plain en Waade verlieten uiteindelijk de band om The Choirboys te formeren, waaruit later zonder Waade The Boys ontstonden. Tussentijds voegde Bryan James (eigenlijk Brian Robertson) zich bij de band.
Tijdens de volgende maanden kwamen en gingen verschillende muzikanten, waaronder de drummers Terry Chimes, Topper Headon, John Towe, Roland Hot en Rat Scabies, de latere Rich Kids-gitarist Steve New, Keith Levene en Paul Simonon, zonder dat de band een enkel concert had gespeeld. In januari 1976 vertrok uiteindelijk ook Bryan James om met Scabies The Subterraneans te formeren, waaruit ten slotte The Damned ontstond. Tony James en John Towe gingen naar Chelsea en de rest formeerde uiteindelijk The Clash. In 2003 ontmoetten Jones en Tony James elkaar weer in de band Carbon/Silicon.

## Invloeden
Met uitzondering van een demotape in de bezetting Jones, James, James en Hot bestonden er geen plaatopnamen van London SS. De opnamen bestonden grotendeels uit MC5-coverversies en de eigen compositie Protex Blue. Volgens Brian James waren ze alleen ermee bezig om al die idioten te laten voorspelen, die geen benul hadden. Manager Bernie Rhodes kenmerkte de band als een hoopje stront. Desondanks kon men de band als vergaarbak van het Britse punkcircuit kwalificeren, omdat diverse latere grootheden daarin hun aandeel hadden. Dit is in het bijzonder te danken aan Malcolm McLaren en Bernie Rhodes, die allebei trachtten om uit de overblijfselen van London SS een soort milieu te creëren voor The Sex Pistols, zodat deze zich aan de top van de nieuw opkomende punkbeweging konden plaatsen. Voormalige bandleden speelden in bands als Rich Kids, Chelsea en Generation X. Uit de London SS kwamen de bands The Boys, The Damned en The Clash voort.